# Gishūmon'in no Tango
Gishūmon'in no Tango (宜秋門院丹後, conosciuta anche come Sesshō-ke no Tango (摂政家丹後); fl. XIII secolo) è stata una poeta giapponese waka del tardo periodo Heian e il primo periodo Kamakura.

Le sue poesie appaiono in un gran numero di raccolte di poesie imperiali, tra cui Shingoshūi Wakashū, Senzai Wakashū, Shokugosen Wakashū, Gyokuyō Wakashū, Shinsenzai Wakashū, Shinchokusen Wakashū e altre. È considerata una delle Trentasei poetesse immortali (女房三十六歌仙, Nyōbō Sanjūrokkasen).

## Biografia
Era la nipote di Minamoto no Kanesuke e la figlia di Minamoto no Yoriyuki (che si suicidò in associazione con la ribellione di Hogen). Era una serva del sesshō Kujō Norizane e per questo era conosciuta come Sesshō-ke no Tango (摂政家丹後). In seguito divenne una serva della figlia di Norizane, l'imperatrice (Chūgū) Kujō Ninshi di Gishū Mon In, moglie dell'imperatore Go-Toba. Intorno al 1201 divenne monaca buddista.
L'anno della morte è sconosciuto, ma c'è un monumento in pietra che si dice sia la sua tomba nella città di Otsu, prefettura di Shiga.
(Shinchokusen Wakashū 1:47)